# 劉松偉
劉松偉（Liu Songwei，1989年10月8日—），生於中國上海，前中國足球運動員，司職左後衛，他在2017年6月與5名前香港飛馬球員遭廉政公署起訴涉嫌於3場預備組聯賽中打假波，現為通緝犯。

## 球員生涯
劉松偉生於中國上海，於2008年球季季初開始便在南華於中國大陸集體訓練時隨隊跟操，直到2009年正式來到港加盟南華，不過當時被暫時放駐於預備組中磨練。
最終他在2009年5月10日對和富大埔的聯賽煞科戰中，於67分鐘後備入替，首次在甲組聯賽亮相。
在球季結束後，劉松偉未有獲南華續約轉投四海流浪，於2012年隨原有四海的班底加盟標準流浪，並在6月1日以1–0擊敗新加坡的國際友誼賽首次代表香港參與國際A級賽。
直至2016年季中離隊，返回中國加盟業餘聯賽球隊無錫銀陽。 2018年10月7日，香港有線電視節目新聞刺針報導，劉松偉現效力中國深圳地區球隊深圳新橋，惟他對記者有關假波案的提問，一概不回答。

## 刑事罪行
2017年3月23日，劉松偉於中國國家隊在世界盃外圍賽以1–0擊敗南韓後，在其社交網站上上載一幅中國隊球員于大寶頂入全場唯一入球後慶祝的照片，並留言批評香港隊及教練金判坤的話，事後引來過百名香港網民不滿留言百反擊。
其後，劉松偉再於社交網站上載一幅分開了一半的香港身份證和往來港澳通行證，又指沒拿香港身份是這輩子做的最正確的決定（已經違反《人事登記規例》條例屬刑事罪行可處$25,000罰款及監禁2年），而他的香港身份證顯示雖然他在2009年2月起已居住香港滿7年，但沒有成為香港永久性居民。
事隔三個月後，劉松偉遭廉政公署落案起訴，指他於2016年2月24日至5月13日期間，連同等5名前香港飛馬球員涉嫌於3場預備組聯賽中打假波、詐騙香港飛馬及香港足總，他現為通緝犯。

## 國際賽事紀錄
| # | 時間           | 地點                   | 對手     | 比數 | 入球 | 賽事性質   |
| - | -------------- | ---------------------- | -------- | ---- | ---- | ---------- |
| 1 | 2012年6月1日   | 香港，香港大球場       | 新加坡   | 1–0  | 0    | 國際友誼賽 |
| 2 | 2012年10月16日 | 香港，旺角大球場       | 马来西亚 | 0–3  | 0    | 國際友誼賽 |
| 3 | 2012年11月14日 | 馬來西亞，莎阿南體育場 | 马来西亚 | 1–1  | 0    | 國際友誼賽 |

## 外部連結
- Liu Songwei （页面存档备份，存于）